# M/T Otok Pašman
M/T Otok Pašman je trajekt hrvatske brodarske tvrtke Jadrolinija.  
Izgrađen 2003. godine za Rapsku plovidbu počeo je ploviti iste godine na liniji Mišnjak-Jablanac (sad Stinica). Bio je izgrađen kao M/T Sveti Kristofor dok je dobio ime M/T Tkon u lipnju 2021. godine, ali su ga promijenili u M/T Otok Pašman u srpnju. Tada ga je kupila Jadrolinija za potrebe trajekne linije Biograd-Tkon. Trenutno plovi na liniji Makarska - Sumartin.   
Kapacitet automobila je 35 a putnika 250.
Ime M/T Sveti Kristofor je dobio nakon istoimenog svetenaca i mučenika koji je zaštitnik otoka Raba, putnika, vozača i pomoraca. Drugo ime je dobio po otoku Pašmanu.